# Lambert Raymaeckers
Pierre Lambert Raymaeckers (Klein-Gelmen, 25 oktober 1788 - Tongeren, 24 december 1874) was een Belgisch volksvertegenwoordiger.

## Levensloop
Raymaeckers was een zoon van Lambert Raymaeckers, burgemeester van Groot- en van Klein-Gelmen en van Marie-Catherine Vroonen. Hij bleef vrijgezel.
Hij promoveerde tot licentiaat in de rechten (1812) aan de École de Droit in Brussel en werd advocaat in Luik.
Van 1816 tot 1867 doorliep hij een carrière als magistraat:
- substituut van de procureur des Konings in Marche-en-Famenne (1816),
- substituut van de procureur des Konings in Maastricht (1817),
- ondervoorzitter en voorzitter van de rechtbank van eerste aanleg in Maastricht (1827-1831),
- voorzitter van de rechtbank van eerste aanleg in Tongeren (1831-1867).

Daarnaast bekleedde hij ook politieke mandaten. Van 1845 tot 1859 was hij gemeenteraadslid van Tongeren. In 1831 werd hij verkozen tot liberaal volksvertegenwoordiger voor het arrondissement Hasselt en dit tot in 1833. In 1835 werd hij opnieuw volksvertegenwoordiger en vervulde ditmaal het mandaat tot in 1843.